# La Collancelle
La Collancelle – miejscowość i gmina we Francji, w regionie Burgundia-Franche-Comté, w departamencie Nièvre.
Według danych na rok 1990 gminę zamieszkiwało 209 osób, a gęstość zaludnienia wynosiła 10 osób/km² (wśród 2044 gmin Burgundii La Collancelle plasuje się na 702. miejscu pod względem liczby ludności, natomiast pod względem powierzchni na miejscu 418.).